# Iván Alexis Pillud
Iván Alexis Pillud est un footballeur italo-argentin né le 24 avril 1986 à Capitán Bermúdez, qui évolue au poste d'arrière droit pour le Central Córdoba en Argentine.